# Інфа-Кур'ер
Інфа-Кур'ер — регіональна білоруська газета, яка видавалася з березня 2001 року у Мінській області. Звичайно у номері 24 смуги, тираж тижневика формату А3 — від 6400 до 7300 примірників. Поширювалася через «Белсоюзпечать», підпискою через «Белпочту», а також через підприємства роздрібної торгівлі. Один екземпляр газети читали в середньому близько чотирьох осіб.

## Історія
Фактично газета є наступника видання «КІС-Кур'ер», заснованого двома фізичними особами в листопаді 1998 року. «КІС-Кур'єр» з'явився в постійному продажі 27 січня 2000 року. Виданням обох газет займався єдиний редакційний колектив. Входить до складу «Асоціації видавців регіональної преси „Об'єднані мас-медіа“».
Позиціонує себе як об'єктивний незалежний засіб масової інформації, котрий надає різнобічну соціальну, культурно-історичну, консультаційну інформацію та можливості вільних громадських дискусій і суперечок.
8 квітня 2023 року «Інфо-Кур'єр» оголосив про призупинення діяльності. Напередодні весь контент проекту (газета, сайт і соцмережі) визнали в Білорусі «екстремістськими матеріалами».